# Mezihvězdný let
Mezihvězdným letem se označuje kosmický let mezi hvězdami. Největším problémem mezihvězdného letu jsou obrovské vzdálenosti mezi hvězdami. Do dnešní doby bylo navrženo mnoho konceptů mezihvězdných kosmických sond. Z finančních a technických důvodů nebyl do dnešních dnů žádný realizován. Do dnešních dnů byly vypuštěny pouze sondy ke planetám.

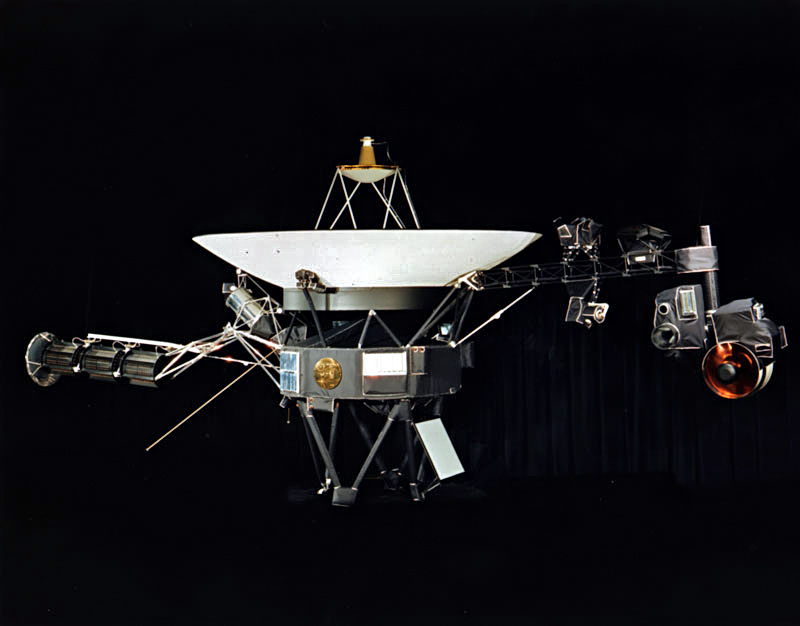
Voyager 1

Sondy Pioneer 10, Pioneer 11, Voyager 1, Voyager 2 a New Horizons lze označit za mezihvězdné sondy, Zmíněné sondy opustily či opustí na věčné časy Sluneční soustavu. Díky jejich velice nízké rychlosti v porovnání s rychlostí světla bude trvat statisíce let, než se přiblíží k jiné hvězdě.
Následuje tabulka kosmických sond mířících ven ze Sluneční soustavy:
| Kosmická sonda | Rok vypuštění | Směr, vzdálenost, rychlost (vůči Slunci, 15.1.2014) | funkční? |
| -------------- | ------------- | --------------------------------------------------- | -------- |
| Pioneer 10     | 1972          | Aldebaran - Taurus, 110,1 AU, 2,5 AU/rok            | ne       |
| Pioneer 11     | 1973          | Aquila - Sagittarius, 89,6 AU, 2,4 AU/rok           | ne       |
| Voyager 1      | 1977          | ? - Souhvězdí Žirafy, 126,6 AU, 3,6 AU/rok          | ano      |
| Voyager 2      | 1977          | ? - Sirius, 103,8 AU, 3,3 AU/rok                    | ano      |
| New Horizons   | 2006          | ?, 28,5 AU, 3,1 AU/rok                              | ano      |

Pozn.: Měřeno rychlostí světla, Voyager 1 je od Slunce vzdálen 0,73 „světelného dne“, tedy 0,004 světelného roku.

## Úskalí

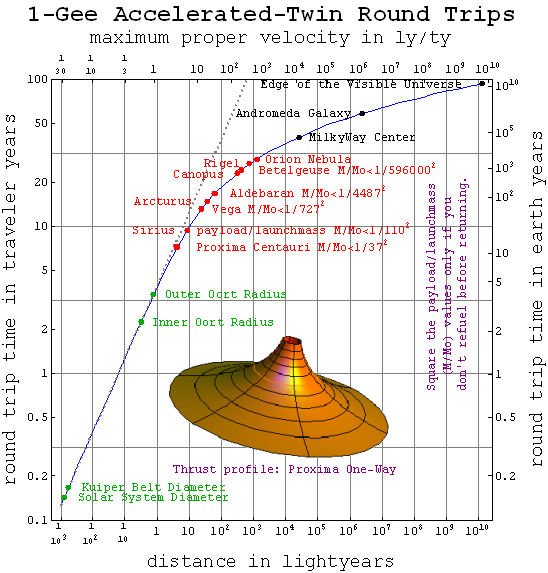
Doba trvání cesty při působení zrychlení o velikosti 1g.

Jedním z problémů dosažení dostatečných rychlostí k cestování je dlouhodobé působení zrychlení. Dalším problémem je mezihvězdný prach a plyn, který i přes nízké koncentrace (téměř vakuum) může při větších rychlostech značně zahřívat a poškozovat kosmickou loď. Lidská posádka by byla vystavena kosmickému záření a silně by trpěla rakovinou.